# جون كامبل (سياسي أمريكي)
جون كامبل (بالإنجليزية: John Campbell)‏ هو محامي وسياسي أمريكي، ولد في 1795 في مقاطعة مارلبورو في الولايات المتحدة، وتوفي في 19 مايو 1845 في الولايات المتحدة. حزبياً، نشط في ديمقراطية جاكسونية والحزب الديمقراطي. وقد انتخب عضو مجلس النواب الأمريكي.